# Nukleare Planungsgruppe
Die Nukleare Planungsgruppe (englisch Nuclear Planning Group, Abk.: NPG) ist das hochrangige Gremium der NATO zur Erörterung von politischen Fragen im Zusammenhang mit der Rolle von Kernwaffen und zur Planung der Nuklearstrategie. Die NPG ist kein Entscheidungsgremium, spricht aber Empfehlungen aus und autorisiert zusätzlich zum US-Präsidenten und dem Britischen Premierminister den Einsatz von Kernwaffen. Die höchste Autorität hat der Nordatlantikrat. Die NPG ist im NATO-Hauptquartier angesiedelt.

## Aufgabe
Durch die NPG soll die politische Kontrolle über die U.S. Nuklearwaffen und deren Einsatzszenarien von den NATO-Mitgliedstaaten gemeinsam ausgeübt werden. Somit stellt die NPG ein Forum dar, in dem alle Nuklear- und Nicht-Nuklearstaaten des Bündnisses beratend an den Entscheidungen über das Nuklearpotential der NATO und der Entwicklung der Nuklearpolitik mitwirken können, mit Ausnahme der Atommacht Frankreichs, das beschlossen hat, sich nicht an der NPG zu beteiligen.
Dabei geht es um Aspekte der Nuklearpolitik, der Planung und Strategie sowie Fragen betreffend der Sicherheit und Überlebensfähigkeit von Kernwaffen. Die NPG tritt (ein- bis zweimal jährlich) auf der Ebene der Verteidigungsminister der Mitgliedsländer oder der Ständigen Vertreter und bei Bedarf auf der Ebene der Botschafter zusammen, um alle Fragen bezüglich der Rolle von Kernwaffen in der Abschreckungs- und Verteidigungspolitik der NATO zu konsultieren.

## Geschichte
Die NPG wurde am 14. Dezember 1966 während einer Sitzung des Verteidigungsplanungsausschusses (Defence Planning Committee) des Bündnisses gegründet. Die NPG ist aus der Idee einer multilateralen Truppe von 1960 hervorgegangen.
Am 26. und 27. Mai 1971 tagte die NPG in Mittenwald (BR Deutschland) und erörterte unter anderem Studien über den taktischen Einsatz von Kernwaffen zur Verteidigung des Bündnisgebietes im Rahmen der Flexible Response.
Nach der Nelkenrevolution schied Portugal aus der NPG aus.
Im Oktober 1977 vereinbarten die NATO-Außenminister in Bari (Italien) die Bildung der High-Level Group (HLG), die der NPG unterstellt ist. Ihr gehörten Vertreter aus zwölf NATO-Staaten an. Die HLG erarbeitete die Grundlagen für den NATO-Doppelbeschluss.
Im Mai 1981 erteilte der Nordatlantikrat der High-Level Group (HLG) der NPG den Auftrag, die Bedrohung der NATO zu analysieren und die Verhandlungen über die Mittelstreckensysteme (Intermediate Range Nuclear Forces) in Genf vorzubereiten.
1998/1999 übernahm die HLG unter Vorsitz der USA auch die Senior Level Weapons Protection Group (SLWPG), die mit der Aufsicht über die Sicherheit, den Schutz und die Überlebensfähigkeit der Kernwaffen als Beratungsinstitution diente.